# Donje Brezno
Donje Brezno is een plaats in de gemeente Hum na Sutli in de Kroatische provincie Krapina-Zagorje. De plaats telt 128 inwoners (2001).